# Daniel Morelon
Daniel Morelon, född den 24 juli 1944 i Bourg-en-Bresse, Frankrike, är en tidigare fransk tävlingscyklist som tog fem olympiska medaljer under sin karriär. Han tog guld i tandem- och sprintloppet under Olympiska sommarspelen 1968 i Mexico City, och sprintloppet under Olympiska sommarspelen 1972 i München.
Han blev också världsmästare på bana vid åtta tillfällen.